# Natamicina
La natamicina (denominazione comune internazionale, conosciuta anche come pimaricina) è un composto organico con formula bruta C33H47NO13. Si tratta di un agente antifungino prodotto dai comuni batteri Streptomyces natalensis e Streptomyces chattanoogensis, e usato dall'uomo come farmaco e come additivo alimentare. Chimicamente rappresenta un poliene epossido macrolide, e a temperatura ambiente si presenta come una polvere bianco/gialla.

## Usi

### Come farmaco
Adoperata soprattutto in dermatologia e ginecologia, la natamicina è efficace contro le infezioni fungine, in particolare di Candida, Aspergillus, Cephalosporium, Fusarium e Penicillium. Può essere somministrata come crema, come collirio o (per infezioni orali) in pastiglia. Viene assorbita in quantità trascurabile; se assunta per via orale, viene minimamente assorbita dal tratto gastrointestinale, il che la rende inadatta a curare infezioni sistemiche. Agisce anche in quantità molto piccole: la sua concentrazione minima inibitoria è di solito inferiore a 10 parti per milione.

### Come additivo
La natamicina trova impiego come conservante nell'industria alimentare sotto la denominazione E235. È usata da decenni per ostacolare la crescita di escrescenze fungine su prodotti caseari, carne ed altri alimenti. Rispetto ad altri conservanti, presenta una minore sensibilità al pH. La natamicina può essere applicata per immersione dell'alimento nella soluzione disinfettante oppure con spray di una soluzione che contiene da 200 a 300 ppm di additivo (200–300 mg/l). La normativa europea approva il suo uso soltanto in formaggi e salumi secchi, e richiede che la natamicina non sia presente a una profondità superiore ai 5 mm sotto la crosta dei prodotti caseari. Il Comitato Scientifico per l'Alimentazione europeo si è opposto ad un ampliamento del suo utilizzo, con la motivazione che usare un antibiotico come additivo può sviluppare la resistenza ad esso. La sua dose giornaliera accettabile è di 0,3 mg per chilogrammo di massa corporea.

## Effetti collaterali
La natamicina non presenta un'acuta tossicità, ma se assunta in dosi elevate può causare nausea, vomito e diarrea. Non ci sono prove di un suo eventuale danneggiamento della flora intestinale. L'autorità europea per la sicurezza alimentare (EFSA) ha concluso che non ci sono rischi rilevanti che la natamicina sviluppi la resistenza dei funghi agli antibiotici.